# 格加爾庫尼克州
格加爾庫尼克州（羅馬化：Gegharkunik，發音：[ɡɛʁɑɾkʰuˈnikʰ] ⓘ），是亞美尼亞中東部的一个州，與州、科泰克州、塔武什州、瓦約茨佐爾州等州份及亞塞拜然相鄰。州府为加瓦爾。全州面积为5,349平方公里，2011年人口数量为235,075人。
格加爾庫尼克州有飞地阿尔茨瓦申（阿塞拜疆称“巴什肯德”）位于阿塞拜疆境内，现为阿塞拜疆占领。

## 词源与象徵
格加爾庫尼克州的名字源自Gegham——Haykazuni的第五代国王兼亚美尼亚国家Hayk的传奇族长和创始人的后代之一。
亚美尼亚海鸥是该州的象征，于2011年5月4日定型。在象徵上，一只海鸥在塞凡湖及其半岛上飞行，被塞凡山脉所包围。徽章两边的小麦耳朵代表了全州的农业特色，底层的书籍代表了该地区的知识和文化遗产。

## 地理
格加爾庫尼克州位于现代亚美尼亚中心地带的东部。占地面积5349平方公里（亚美尼亚总面积的18％），是全国面积最大的州份。
该州的最高点是位于西部山区高格山脉的Azhdahak山（3597米）。塞凡湖占据了全州的中心部分，海拔1900米，占地面积1260平方公里，约占全州的23.5％；水量约为329.2亿立方米，它对整个地区的环境状况都很重要。
气候方面，格加爾庫尼克州冬季寒冷多雪，夏季温暖潮湿。在海拔低于2000米的地区，年降水量在500米至600毫米之间，山区则可能达到1000毫米。
Getik、Gavaraget和Masrik是该州的主要河流。

### 飞地
- 巴什肯德

## 经济

### 农业

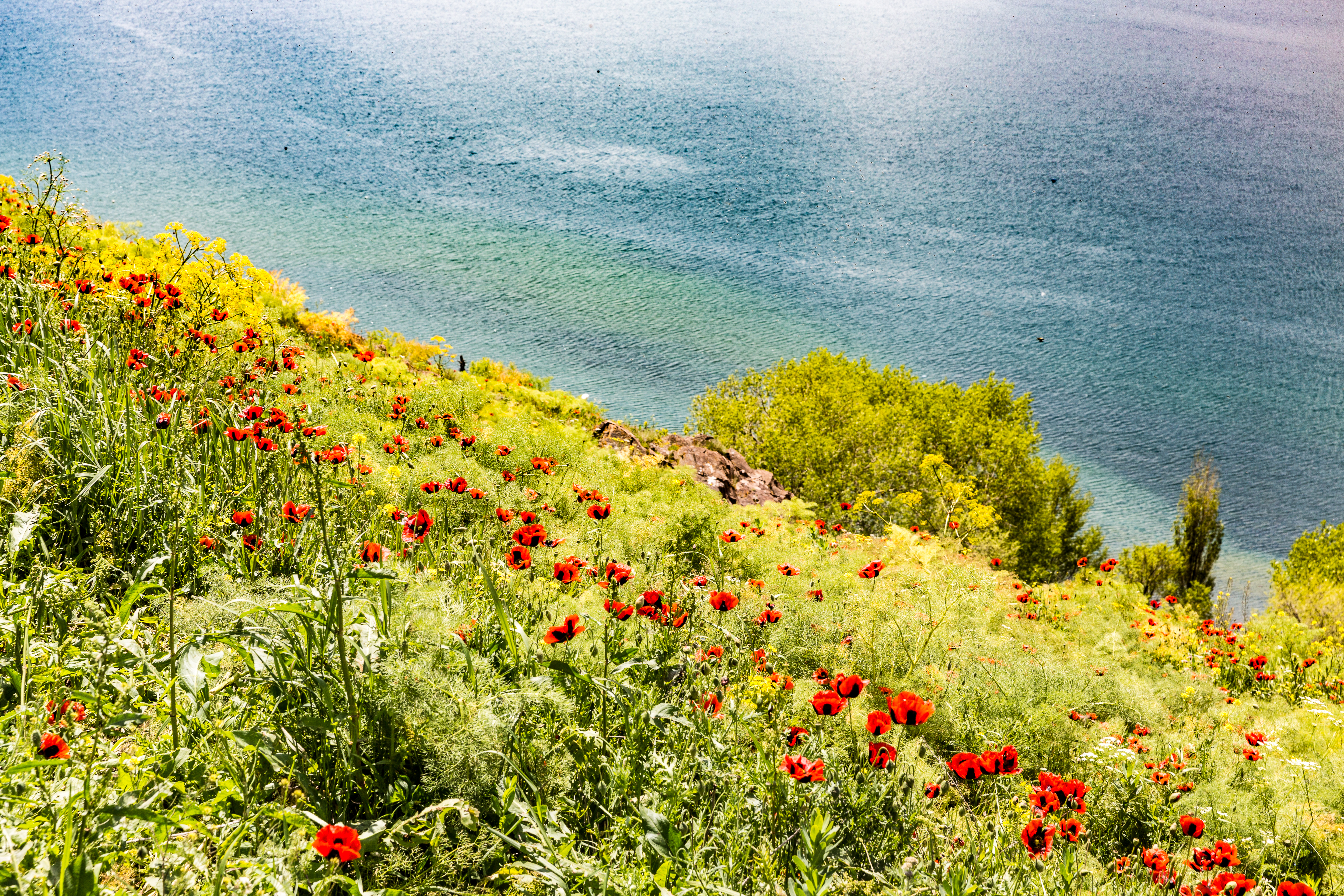
塞凡河河畔的罂粟花

格加爾庫尼克州的经济主要以农业为主，在亚美尼亚年农业生产总值中所占的比例约为18%。格加爾庫尼克州约65%的土地都是耕地（3,487公里）,其中27.1%的土地被犁过（951.5公里）。当地约有60,000个农场是由私营者经营的，农作物以土豆和谷物为主。
此外，捕鱼和鱼类养殖在该州同样占有主导地位。养蜂业也已经有了很大的发展。

### 工业
总的来说，格加爾庫尼克州工业发展指数比较糟糕，只有少量公司在当地发展。目前，该州在亚美尼亚年工业生产总值中所占的比例仅为2%。

### 旅游

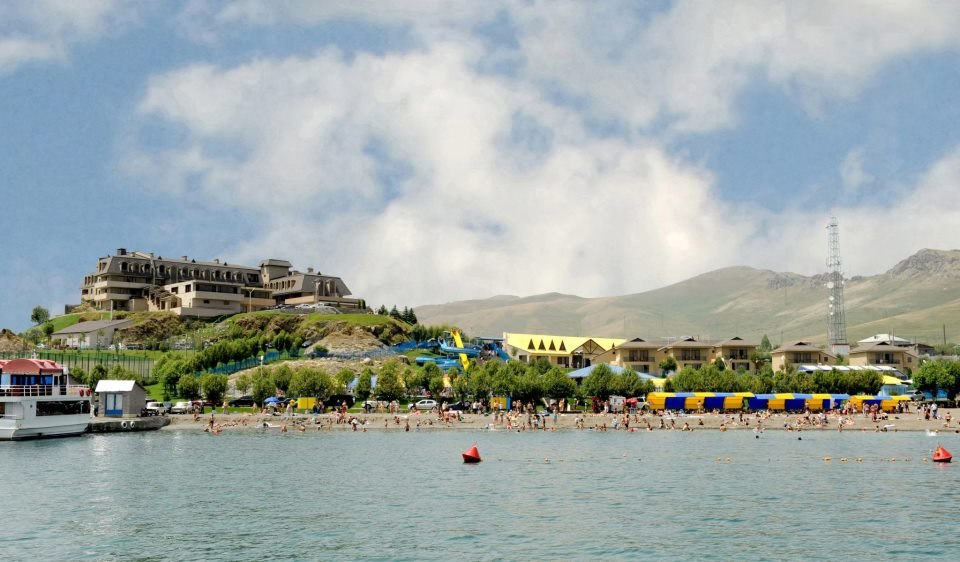
塞凡的哈斯纳加酒店和水上乐园

该州的旅游服务是季节性的。馬爾圖尼、昌巴拉克和塞凡的小镇以及它们周围的海滩都是当地居民和外国旅客的主要避暑胜地。该地区的文化遗产和自然遗迹也吸引了一些游客。
在过去十年间，许多新的酒店和温泉度假胜地在塞凡湖沿岸开放，比如哈斯纳加酒店和水上乐园、最佳西方塞凡波希米亚度假村、Akhtamar塞凡酒店、Tsovagyugh的Tufenkian Avan Marag酒店、Tsapatagh附近的蓝色塞凡休息室、塞凡玛丽亚度假村和Lavanda City别墅等等。
塞凡植物园（Sevan Botanical Garden）也是生态旅游爱好者的主要目的地。

## 教育

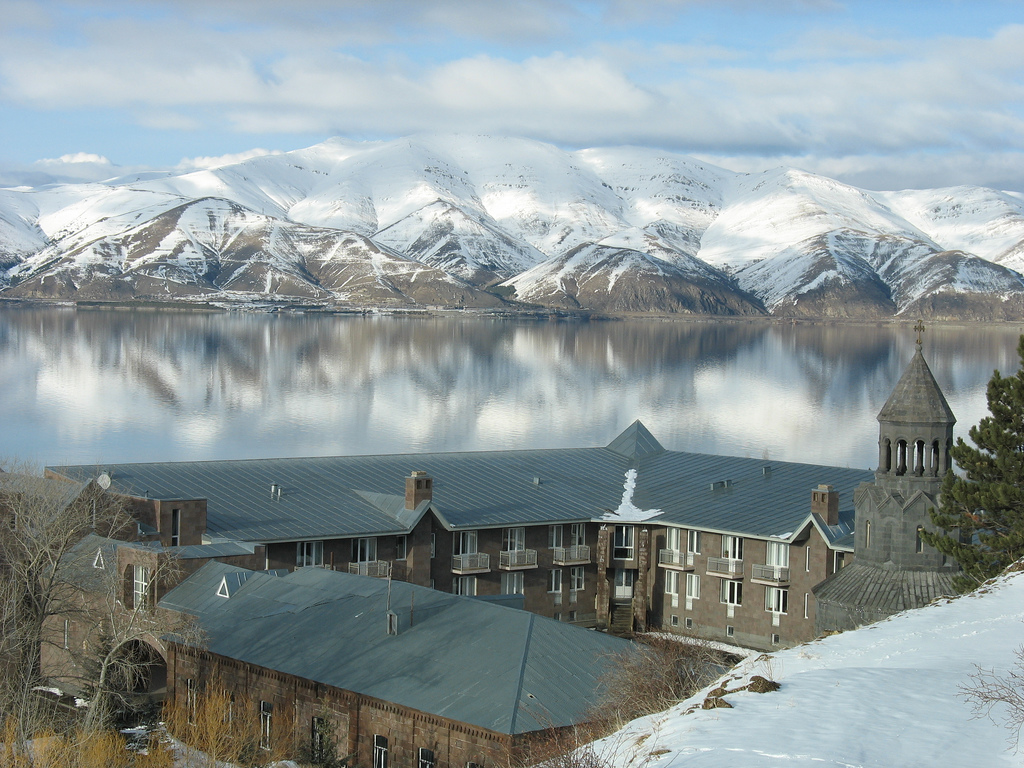
瓦斯基安神学院

截至2016年，格加爾庫尼克州共有126所公立学校。
下为当地的三个主要教育机构：
- 加瓦尔州立大学（英语：Gavar State University）：在亚美尼亚独立后于1993年开放，是全州的主要教育中心。
- 加瓦尔特殊学校（英语：Gavar Special School）：该地区唯一的精神和身体残疾儿童学校。目前它在其合作伙伴和赞助者的协助下，希望可以在亚美尼亚同领域的院校种居于领先地位。
- 瓦斯基安神学院（英语：Vaskenian Theological Academy）：神学研究等领域的领先机构。

## 体育

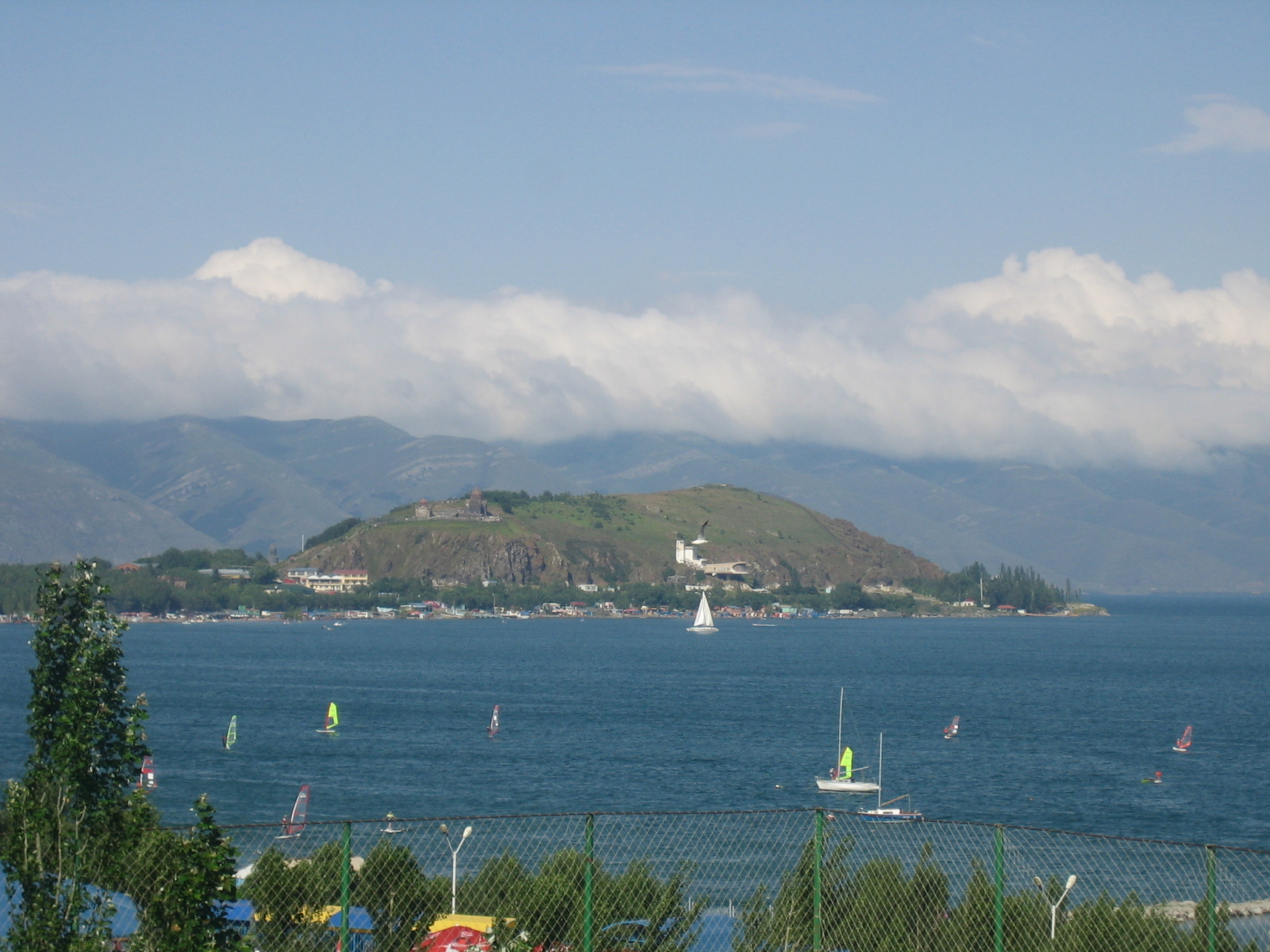
塞凡的风帆冲浪

在该地区的短暂的夏季，塞万和附近的海滩成为了非常流行的海滩度假胜地。许多专业人士和业余爱好者来到了这里锻炼，沙滩足球、沙滩排球和帆板运动等都极受推崇。
FC Akhtamar Sevan和Lernagorts Vardenis FC的足球队曾在20世纪90年代代表该地区参加了亚美尼亚的国内足球比赛，但没有获胜。1990年至2000年期间，Alashkert FC代表馬爾圖尼（Martuni）参加了足球比赛，后来它又转而投靠埃里温。
馬爾圖尼、瓦爾代尼斯和Lchashen的村落都设有足球场。

## 聚居地
格加爾庫尼克州是以下92个行政区（hamaynkner）的所在地，其中5个是城市，87个是农村。

### 城镇
| 城市/乡镇  | 图片 | 其他当地涵盖的定居点 | 成立时间     | 面积（平方千米） | 人口 (2011) | 人口 (2016) |
| ---------- | ---- | -------------------- | ------------ | ---------------- | ----------- | ----------- |
| 昌巴拉克   |      |                      | 19世纪30年代 | 6                | 5,850       | 5,700       |
| 加瓦爾     |      |                      | 1830         | 16               | 20,765      | 19,500      |
| 馬爾圖尼   |      |                      | 1830         | 10               | 12,894      | 12,200      |
| 塞凡       |      | 加加林 （亞美尼亞）  | 1842         | 17.75            | 19,229      | 19,200      |
| 瓦爾代尼斯 |      |                      | 1830         | 10               | 12,685      | 12,600      |

### 乡村
- Aghberk（英语：Aghberk）
- Akhpradzor（英语：Akhpradzor）
- Akunk（英语：Akunk）
- Antaramej（英语：Antaramej）
- Areguni（英语：Areguni）
- Arpunk（英语：Arpunk）
- Artanish（英语：Artanish）
- Artsvanist（英语：Artsvanist）
- 阿尔茨瓦申
- Astghadzor（英语：Astghadzor）
- Avazan（英语：Avazan）
- Aygut（英语：Aygut）
- Ayrk（英语：Ayrk）
- Azat（英语：Azat, Armenia）
- Berdkunk（英语：Berdkunk）
- Chkalovka（英语：Chkalovka）
- Daranak（英语：Daranak）
- Ddmashen（英语：Ddmashen）
- Dprabak（英语：Dprabak）
- Drakhtik（英语：Drakhtik）
- Dzoragyugh（英语：Dzoragyugh, Gegharkunik）
- Dzoravank（英语：Dzoravank）
- Gandzak（英语：Gandzak, Armenia）
- Geghakar（英语：Geghakar）
- Geghamabak（英语：Geghamabak）
- Geghamasar（英语：Geghamasar）
- Geghamavan（英语：Geghamavan）
- Gegharkunik（英语：Gegharkunik (village)）
- Geghhovit（英语：Geghhovit）
  - Lernahovit（英语：Lernahovit, Gegharkunik）
- Getik（英语：Getik, Gegharkunik）
- Hayravank（英语：Hayravank）
- Jaghatsadzor（英语：Jaghatsadzor）
- Jil（英语：Jil, Armenia）
- Kakhakn（英语：Kakhakn）
- Kalavan（英语：Kalavan）
  - Barepat（英语：Barepat）
- Karchaghbyur（英语：Karchaghbyur）
- Karmirgyugh（英语：Karmirgyugh）
- Khachaghbyur（英语：Khachaghbyur）
- Kut（英语：Kut, Armenia）
- Kutakan（英语：Kutakan）
- Lanjaghbyur（英语：Lanjaghbyur）
- Lchap（英语：Lchap）
- Lchashen（英语：Lchashen）
- Lchavan（英语：Lchavan）
- Lichk（英语：Lichk）
- Lusakunk（英语：Lusakunk）
- Madina（英语：Madina, Armenia）
- Makenis（英语：Makenis）
- Martuni（英语：Martuni (village)）
- Mets Masrik（英语：Mets Masrik）
- Nerkin Getashen（英语：Nerkin Getashen）
- Nerkin Shorzha（英语：Nerkin Shorzha）
- Norabak（英语：Norabak）
- Norakert（英语：Norakert, Gegharkunik）
- Norashen（英语：Norashen, Gegharkunik）
- Noratus（英语：Noratus）
- Pambak（英语：Pambak, Gegharkunik）
- Pokr Masrik
- Sarukhan（英语：Sarukhan）
- Semyonovka（英语：Semyonovka, Armenia）
- Shatjrek（英语：Shatjrek）
- Shatvan（英语：Shatvan）
- Shorzha（英语：Shorzha, Armenia）
- Sotk（英语：Sotk）
- Torfavan（英语：Torfavan）
- Tretuk（英语：Tretuk）
- Tsaghkashen（英语：Tsaghkashen, Gegharkunik）
- Tsaghkunk（英语：Tsaghkunk, Gegharkunik）
- Tsakkar（英语：Tsakkar）
- Tsapatagh（英语：Tsapatagh）
- Tsovagyugh（英语：Tsovagyugh）
- Tsovasar（英语：Tsovasar）
- Tsovazard（英语：Tsovazard）
- Tsovak（英语：Tsovak）
- Tsovinar（英语：Tsovinar, Armenia）
- Ttujur（英语：Ttujur, Gegharkunik）
- Vaghashen（英语：Vaghashen）
- Vahan（英语：Vahan, Armenia）
- Vanevan（英语：Vanevan）
- Vardadzor（英语：Vardadzor）
- Vardenik（英语：Vardenik）
- Varser（英语：Varser）
- Verin Getashen（英语：Verin Getashen）
- Verin Shorzha（英语：Verin Shorzha）
- Yeranos（英语：Yeranos）
- Zolakar（英语：Zolakar）
- Zovaber（英语：Zovaber, Gegharkunik）

### 被遗弃的定居点
- Chapkut（英语：Chapkut）
- Nshkhark（英语：Nshkhark）
- Zariver（英语：Zariver）

## 图库
| - 格加爾庫尼克州风光 - 塞凡修道院（公元前874年） - Makenyats银行（9世纪） - Hayravank（9世纪） - 蓋蒂特河 - 格加爾庫尼克州的春天 |
| --- |